# Iglesia de Nuestra Señora del Buen Suceso (Río de Janeiro)
La iglesia de Nuestra Señora del Buen Suceso (en portugués, Igreja de Nossa Senhora do Bonsucesso) es un templo católico localizado en el centro de Río de Janeiro, Brasil, en el Ancho de la Misericordia, próxima a la calle Santa Lucía y a la plaza Marechal Âncora. El templo actual retoma elementos de la antigua capilla de la hermandad de la Misericordia, establecida en la ciudad en los inicios de la colonizacióm portuguesa.
La historia de la iglesia remonta a la construcción de la Capilla de la Misericordia en 1567. La iglesia actual, sin embargo, fue reconstruida en 1780 para integrar el complejo de la Santa Casa de Misericordia de Río de Janeiro. En los inicios del siglo XIX la fachada fue alterada y en el interior fue añadida una cúpula. El altar principal y los laterales son de tipo rococó.
La iglesia contiene tres retablos y el púlpito de la demolida Iglesia de San Ignacio del Colegio de los Jesuitas del Morro del Castillo, localizada en el morro del Castillo. Estos elementos fueron transferidos a la Iglesia del Buen Suceso después de la demolición del morro, en 1922. Los retablos son de las mayores preciosidades artísticas de Río de Janeiro. Son de los años 1620, son los únicos de la ciudad y de los pocos que se conservan de Brasil en estilo manierista, anteriores al barroco.